# Joana de Inglaterra, rainha da Escócia
Joana de Inglaterra (em inglês:  Joan; 22 de julho de 1210 — Havering-atte-Bower, 4 de março de 1238) foi a primeira filha e a terceira criança a nascer do rei João de Inglaterra e de sua segunda esposa, Isabel de Angoulême. Foi rainha consorte da Escócia como esposa de Alexandre II.

## Biografia
Joana ficou noiva do Conde de La Marche Hugo X de Lusignan, em 29 de setembro de 1214, e cresceu na Corte do nobre. Ele havia sido anteriormente noivo de sua mãe, Isabel, quando ela tinha apenas 12 anos. Porém, Isabel foi tomada como esposa pelo rei João, que já tinha sido casado com Isabel, Condessa de Gloucester antes de suceder ao trono inglês. Após a morte do rei em 1216, Isabel se casou com Hugo X em 10 de maio de 1220. Dessa forma, Joana retornou a Inglaterra, onde as negociações para seu casamento com Alexandre II da Escócia aconteciam. Eles ficaram oficalmente noivos em 15 de junho de 1220, de acordo com o contrato de casamento.
Os noivos se casaram em 21 de junho de 1221, na Catedral de Iorque, quando Joana tinha apenas 11 anos de idade e Alexandre, 23. A união não produziu nenhum filho. 
Joana morreu em Londres durante uma visita a seu irmão Henrique III, em 1238, e foi enterrada na Abadia de Tarrant Crawford, em Dorset. Ela tinha apenas 27 anos.
Em 1252, Henrique encomendou a estátua de uma rainha feita em mármore para presentear a tumba da irmã. Essa teria sido uma das primeiras efígies funerárias de rainhas na Inglaterra. Aparentemente, a rainha teria sido enterrada em um caixão dourado.
A abadia não mais existe, exceto pela Igreja de Santa Maria.